# 大江竜聖
大江 竜聖（おおえ りゅうせい、1999年1月15日 - ）は、神奈川県座間市出身のプロ野球選手（投手）。左投左打。福岡ソフトバンクホークス所属。

## 経歴

### プロ入り前
座間市立東原小学校時代に軟式野球を始める。座間市立南中学校在学中は、ヤングリーグの横浜ヤング侍に所属していた。
二松學舍大学附属高等学校に進学後、1年時から控えとしてベンチ入りし、主にリリーフとして登板。同校の全国高等学校野球選手権大会初出場に貢献した。翌年の選抜高等学校野球大会にも出場し、愛媛県立松山東高等学校相手に16奪三振の力投を見せるも試合には敗れた。
2016年10月20日に行われたドラフト会議では、読売ジャイアンツから6位指名を受け、11月16日に契約金3000万円、年俸480万円で入団に合意した。背番号は64。担当スカウトは吉武真太郎。

### 巨人時代
2017年は、高卒ルーキーながらシーズン途中から二軍の先発ローテーションに加わり、12試合の登板で4勝3敗、防御率2.30の成績を残した。オフに、20万円増の推定年俸500万円で契約を更改した。
2018年も一軍昇格がなかった。二軍では18試合に登板し3勝7敗、防御率4.58の成績であった。オフに、60万円増の推定年俸560万円で契約を更改した。
2019年は、春季キャンプを一軍でスタートすると、そのまま開幕一軍入りも果たした。しかし、4月15日に二軍降格となり、これ以降の一軍昇格はなかった。最終的に8試合の登板に終わり、0勝0敗1ホールド、防御率6.75を記録。二軍では、23試合に登板し、2勝4敗、防御率5.06を記録した。オフに、60万円増の推定年俸620万円で契約を更改した。
2020年は、新型コロナウイルス感染症の感染拡大で開幕が延期となり、個人調整期間中であった4月に宮本和知投手チーフコーチの勧めで投法をオーバースローからサイドスローに転向した。開幕一軍は果たせなかったが、7月24日に一軍登録されると救援陣の中でも主にワンポイントリリーフとしてフル回転し、高梨雄平、中川皓太、大竹寛と共に盤石リリーフ陣を形成した。最終的に43試合の登板で3勝0敗9ホールド、防御率3.11を記録するなど、飛躍の年となった。オフに、1580万円増となる推定年俸2200万円で契約を更改した。
2021年は、春季キャンプを一軍で迎えたが、2月16日に右太腿裏を痛めて離脱。怪我の影響で開幕一軍入りを逃したが、開幕直後の4月6日に一軍登録され、同日にシーズン初登板を果たした。最終的に47試合登板、13ホールドのキャリアハイの成績を残した。12月14日に600万円増の推定年俸2800万円で契約を更改した。
2022年は、5月1日に一軍登録されるものの3試合に登板するのみで5月7日に登録抹消されると、再び一軍に昇格することがないままシーズンを終えた。11月26日に490万円減の推定年俸2310万円で契約を更改した。
2023年は、オープン戦で結果を残し、4年ぶりとなる開幕一軍入り。シーズン開始後も好調を維持し、シーズン8試合目の登板となった4月29日の広島戦で9回表を0点に抑え、その裏にチームがサヨナラ勝利を収め2年半ぶりに勝利投手となった。同年7月の登録抹消までに32試合に登板し4勝0敗6ホールド・防御率4.09を記録、オフには490万円増の推定年俸2800万円で契約を更改した。
2024年は5月3日に守護神の大勢が右肩痛で離脱したため、4日に代わって一軍昇格した。16試合に登板して5ホールド、防御率2.63、対左被打率.226とまずまずの成績を残すも、6月14日に登録を抹消されて以降は二軍暮らしが続いた。11月22日、350万円減となる推定年俸2450万円で契約を更改した。
2025年は開幕を二軍で迎える。5月7日の対DeNA戦（ジャイアンツタウンスタジアム）まで11試合に登板、14回1/3を投げ防御率4.40という成績だった。

### ソフトバンク時代
2025年5月12日、リチャードとの交換トレードで、秋広優人とともに福岡ソフトバンクホークスに移籍することが発表された。背番号は29。

## 選手としての特徴
高校時代の最速は149km/h。プロ入り後の2020年に習得した、プレートの左端に立って体を左方向に曲げながら左サイドスローで投げる変則投法が特徴。

## 詳細情報

### 年度別投手成績
| 年 度     | 球 団     | 登 板 | 先 発 | 完 投 | 完 封 | 無 四 球 | 勝 利 | 敗 戦 | セ 丨 ブ | ホ 丨 ル ド | 勝 率 | 打 者 | 投 球 回 | 被 安 打 | 被 本 塁 打 | 与 四 球 | 敬 遠 | 与 死 球 | 奪 三 振 | 暴 投 | ボ 丨 ク | 失 点 | 自 責 点 | 防 御 率 | W H I P |
| --------- | --------- | ----- | ----- | ----- | ----- | -------- | ----- | ----- | -------- | ----------- | ----- | ----- | -------- | -------- | ----------- | -------- | ----- | -------- | -------- | ----- | -------- | ----- | -------- | -------- | ------- |
| 2019      | 巨人      | 8     | 0     | 0     | 0     | 0        | 0     | 0     | 0        | 1           | ----  | 49    | 10.2     | 13       | 3           | 3        | 1     | 0        | 7        | 1     | 0        | 9     | 8        | 6.75     | 1.50    |
| 2020      | 巨人      | 43    | 0     | 0     | 0     | 0        | 3     | 0     | 0        | 9           | 1.000 | 156   | 37.2     | 21       | 5           | 22       | 1     | 5        | 30       | 0     | 0        | 15    | 13       | 3.11     | 1.14    |
| 2021      | 巨人      | 47    | 0     | 0     | 0     | 0        | 0     | 0     | 0        | 13          | ----  | 145   | 33.0     | 29       | 2           | 17       | 1     | 2        | 23       | 0     | 0        | 16    | 15       | 4.09     | 1.39    |
| 2022      | 巨人      | 3     | 0     | 0     | 0     | 0        | 0     | 0     | 0        | 0           | ----  | 26    | 5.1      | 5        | 1           | 3        | 0     | 1        | 5        | 0     | 0        | 2     | 1        | 1.69     | 1.50    |
| 2023      | 巨人      | 32    | 0     | 0     | 0     | 0        | 4     | 0     | 0        | 6           | 1.000 | 89    | 22.0     | 15       | 3           | 10       | 0     | 2        | 16       | 1     | 0        | 10    | 10       | 4.09     | 1.14    |
| 2024      | 巨人      | 16    | 0     | 0     | 0     | 0        | 0     | 0     | 0        | 5           | ----  | 56    | 13.2     | 9        | 1           | 8        | 0     | 0        | 13       | 0     | 0        | 4     | 4        | 2.63     | 1.24    |
| 通算：6年 | 通算：6年 | 149   | 0     | 0     | 0     | 0        | 7     | 0     | 0        | 34          | 1.000 | 521   | 122.1    | 92       | 15          | 63       | 3     | 10       | 94       | 2     | 0        | 56    | 51       | 3.75     | 1.27    |

- 2024年度シーズン終了時

### 年度別守備成績
| 年 度 | 球 団 | 投手  | 投手  | 投手  | 投手  | 投手  | 投手     |
| 年 度 | 球 団 | 試 合 | 刺 殺 | 補 殺 | 失 策 | 併 殺 | 守 備 率 |
| ----- | ----- | ----- | ----- | ----- | ----- | ----- | -------- |
| 2019  | 巨人  | 8     | 0     | 4     | 0     | 0     | 1.000    |
| 2020  | 巨人  | 43    | 0     | 9     | 0     | 1     | 1.000    |
| 2021  | 巨人  | 47    | 4     | 8     | 0     | 0     | 1.000    |
| 2022  | 巨人  | 3     | 0     | 3     | 0     | 0     | 1.000    |
| 2023  | 巨人  | 32    | 1     | 6     | 0     | 1     | 1.000    |
| 2024  | 巨人  | 16    | 0     | 2     | 1     | 0     | .667     |
| 通算  | 通算  | 149   | 5     | 32    | 1     | 2     | .974     |

- 2024年度シーズン終了時

### 記録
初記録
投手記録
- 初登板：2019年3月29日、対広島東洋カープ1回戦（MAZDA Zoom-Zoomスタジアム広島）、8回裏に2番手で救援登板、2/3回を2失点（自責1）[32]
- 初奪三振：2019年4月4日、対阪神タイガース3回戦（東京ドーム）、9回表に糸原健斗から空振り三振
- 初ホールド：2019年7月7日、対横浜DeNAベイスターズ13回戦（東京ドーム）、5回表二死から3番手で救援登板、1/3回無失点
- 初勝利：2020年7月31日、対広島東洋カープ7回戦（東京ドーム）、6回表に3番手で救援登板、1回無失点[33]

打撃記録
- 初打席：2019年7月24日、対東京ヤクルトスワローズ16回戦（京セラドーム大阪）、2回裏に石川雅規から投前犠打

### 背番号
- 64（2017年[4] - 2025年5月11日 ）
- 29（2025年5月12日[30] - ）